# Дядюков, Иван Тихонович
Иван Тихонович Дядюков (11 сентября 1896, д. Ожмос Сарапульского уезда Вятской губернии — 24 апреля 1955, Ижевск, УАССР) — советский удмуртский прозаик и поэт. Член Союза писателей СССР с 1934 года.
Автор одного из первых удмуртских произведений — повести «Пашка Педор» (1925). Один из самых печатаемых и читаемых в 1920—30-е годы удмуртский писателей.

## Биография
Родился 11 сентября 1896 года в деревне Ожмос (ныне — Бабино) Сарапульского уезда Вятской губернии (ныне Завьяловского района Удмуртии). Из бедной крестьянской семьи, окончив только два класса школы был отдан «в люди»: вначале батрачил у богатых односельчан, затем работал на колбасной фабрике в Сарапуле.
В 1916 году призван в царскую армию, участник Первой мировой войны. В 1918 году вступил добровольцем в Красную Армию — командир пулемётного расчета в 25-й Чапаевской стрелковой дивизии. Получил серьёзное боевое ранение. После демобилизации вернулся на родину, где поступил в краткосрочную Вотскую партшколу в Сарапуле, которую окончил в 1920 году.
В 1920-е годы работал в редакции газеты «Гудыри» («Гром»). В 1927 году был определён на пенсию по инвалидности из-за ранения в Гражданскую, но продолжил работать: занимал должности в Центропечати, Облпредкоме, издательстве «Удкнига», Облторготделе, несколько лет работал на заводе, в 1934—1936 годах был председателем колхоза, работал научным сотрудником в Удмуртском НИИ.
На профессиональную писательскую работу перешёл только после войны.
Умер 24 апреля 1955 года.

## Творчество
И с начала 20-х годов вплоть до Отечественной войны, наверное, в Удмуртии никто столько не печатался, как Иван Дядюков. Его произведения выходили практически в каждых номерах нескольких удмуртских изданий. При жизни он опубликовал около 15 книг как малую толику своего литературного запаса.
Первое стихотворение — удм. «Заводэ» («На завод») было опубликовано в начале 1920-х годов в газете «Гудыри» («Гром»).
Писал очень много и во всех жанрах: повести, рассказы, очерки, поэмы, стихи, пьесы, сказки, легенды, были, переводы на удмуртский язык. Известно о более 800 рукописей произведений.
При этом выступал под множеством псевдонимов: Иван Кудо (Иван Сват), Ван-до (букв. Зарежу), Востэм (Смирный), Акташ Бугор (Комок Злости), Самой Со (Тот Самый), Тумбарамбия поэт (Поэт Тумбарамбия, букв. не переводимо, игра слов), Пу поэт (Деревянный поэт) и другие.
Переводил на удмуртский язык произведения русских писателей, в частности, перевод повести «Капитанская дочка» А. С. Пушкина — «Капитанской ныл» издан в Удмуртгосиздате в 1939 году.
Был одним из первых удмуртских литераторов, писавших специально для детей: автор двух сборников детских рассказов — «Гудыри» («Гром») и «Гыншар» («Войлочный мяч»).
Наиболее известное произведение писателя, занимающее особое место в удмуртской литературе как первое прозаическое произведение, — повесть «Пашка Педор» о деревенском батраке. Впервые была как рассказ напечатана в 1925 году в «Гудыри», а в 1930 году, переработанная в повесть, вышла отдельным изданием, затем несколько раз переиздававшаяся (на русский язык не переведена).

В удмуртскую литературу Дядюков вошёл как представитель деревенской бедноты. В своих лучших рассказах дает яркую картину дореволюционной деревни, мастерски отображает жизнь забитой беспомощной бедноты, угнетаемой кулаком, и героическую борьбу Красной Армии в 1918 году. Некоторые произведения интересны своими актуальными темами.— Литературная энциклопедия, 1931 год

Один из самых читаемых в своё время писателей, чуткий к явлениям жизни, И. Дядюков под влиянием обновляющейся действительности писал о революции, гражданской войне.

Пожалуй, ни один из удмуртских художников слова не подвергался столь суровой и справедливой критике, как Дядюков, за подражание внешней форме стихам В. Маяковского, за низкий уровень мастерства (схематизм, декларативность). И тем не менее творчество И. Дядюкова говорит о поиске молодым национальным искусством тем, обарзов, жанров, выражающих мироощущение человека нового социалистического мира.— литературовед З. А. Богомолова
Творчество писателя изучено слабо. О переводе произведений на русский язык неизвестно (лишь отдельные стихи были опубликованы в переводе в 1940 году и в 2005 году).